# Silmet
NPM Silmet OÜ (до 05.09.2017 NPM Silmet AS, до 14.09.2016 Molycorp Silmet AS, до 15.04.2011 AS Silmet) — эстонский завод по производству редких и редкоземельных металлов. Является дочерним предприятием канадской компании Neo Performance Materials Inc.

## История

### В Первой Эстонской Республике
В 1926 году в Силламяэ на шведско-норвежские инвестиции был создан Эстонский нефтяной консорциум, который в 1928 году построил маслоэкстракционный завод по переработке сланца, выпускавший сланцевое масло, газ и смолу. Экономический кризис 1930-х годов привёл к остановке завода, а в 1935 году поставками сланцевого масла заинтересовалась Германия, которая реорганизовала консорциум, дав ему новое название Baltic Oil Company. Перед началом Второй мировой войны завод перерабатывал до 500 тонн сланца в сутки и основным его выпускаемым продуктом стал бензин.

### В Советской Эстонии
30 мая 1941 года по договору между СССР и Швецией завод был национализирован и переименован в сланцево-перегонную фабрику имени В. Кингисеппа. Во время последующей войны Эстония была оккупирована Германией и завод перешёл прежним владельцам, продолжив работу в сотрудничестве с немцами, хотя некоторые его объекты были разрушены.
После окончания Второй мировой войны, в 1945 году, на базе завода был создан Сланцевый обогатительный комбинат. В 1946 году, когда СССР работал над созданием ядерного оружия, на базе комбината был создан металлургический завод по переработке диктионемового сланца с целью получения окислов урана (многопрофильное предприятие комбината № 7). В Силламяэ был создан трудовой лагерь, рабочие которого работали на шахтах по добыче диктионемового сланца. В 1947 году созданному заводу было дано название войсковой части № 77960. В 1955 году предприятие получило новое название — Почтовый ящик № 22. С 1960 года завод перерабатывал урановый концентрат, который завозился на него из стран социалистического лагеря и СССР. В 1981 году Указом Президиума Верховного Совета СССР завод был награждён орденом Трудового Красного Знамени. В период с 1950 по 1989 год предприятие выпустило порядка 1354,7 тонн обогащённого урана для потребностей Советского Союза, его переработка прекратилась в 1989 году.

### В независимой Эстонии
В 1990 году предприятие было преобразовано в государственную акционерную компанию. В 1997 году она была приватизирована и создана компания Silmet Rare Metals; в этом же году возникло дочернее предприятие — акционерное общество Sillamäe Sadam, главой которого стал бывший премьер-министр Эстонии Тийт Вяхи. В апреле 2011 года американский концерн Molycorp приобрёл 90 % акций Silmet, и компания была переименована в Molycorp Silmet. Остальные 10 % акций Molycorp купил в октябре этого же года. В 2012 году деловое издание Эстонии «Äripäev» назвало «Molycorp Silmet» лучшим предприятием Эстонии.
1 сентября 2016 года Molycorp избегает банкротства сменой собственника и переименовывается в Neo Performance Materials, получает от страховой компании необходимое финансирование для консервации в режиме технического обслуживания. В результате финансовой реструктуризации Molycorp, Inc., Neo Performance Materials выступает в качестве новой частной компании с богатой историей, которая теперь включает в себя редкие земли и редкие металлы, обрабатываемые в Эстонии[стиль].

## Деятельность
Предприятие занимает ведущие места по производству тантала и ниобия, а по производству неодима — второе место в мире после Китая. Сырьё для производства поставляется с рудников США и с Кольского полуострова.
В настоящее время в состав Silmet входят три производства — металлургический завод, завод редких металлов и фабрика редкоземельных металлов. Основным продуктом их производства являются ниобий и тантал. Число работников составляет около 500 человек.